# Артониевые (семейство)
Артониевые (лат. Arthoniaceae) — семейство лишайников порядка Артониевые (Arthoniales). Преимущественно тропические и субтропические растения.

## Описание
Слоевище накипное, тонкое, без корового слоя, прикреплённое к субстрату гифами сердцевинного слоя.
Апотеции погружённые в слоевище, округлые, лопастные или более или менее звёздчато разветвлённые, реже линейные, плоские, в виде пятен, без края. Сумки широкобулавовидные, яйцевидные до округлых, с 8 спорами. Споры обычно бесцветные, изредка темноватые, двуклеточные, поперечно-многоклеточные или муральные.
Фотобионт — водоросли Protococcus, Trentepohlia или Phyllactidium.

## Роды
Согласно базе данных Catalogue of Life:
- Amazonomyces Bat. et Cavalc., 1964
- Arthonia Ach., 1806 — Артония
- Arthothelium A. Massal., 1852 — Артотелиум
- Briancoppinsia Diederich, Ertz, Lawrey et van den Boom, 2012
- Coniangium Fr., 1821
- Coniarthonia Grube, 2001
- Coniocarpon DC., 1805
- Crypthonia Frisch et G. Thor, 2010
- Cryptophaea Van den Broeck et Ertz, 2016
- Cryptothecia Stirt., 1876
- Dermatina (Almq.) Arnold 1881
- Eremothecella Syd. et P. Syd., 1917
- Glomerulophoron Frisch, Ertz et G. Thor, 2015
- Helicobolomyces Matzer, 1995
- Herpothallon Tobler, 1937 — Херпоталлон
- Inoderma (Ach.) Gray, 1821 — Инодерма
- Leprantha Dufour et Körb., 1855
- Myriostigma Kremp., 1874
- Pachnolepia A. Massal., 1855
- Paradoxomyces Matzer, 1996
- Reichlingia Diederich et Scheid., 1996
- Sporodophoron Frisch, Y. Ohmura, Ertz et G. Thor, 2015
- Stirtonia A.L. Sm., 1926 — Стиртония
- Subhysteropycnis Wedin et Hafellner, 1998
- Tylophoron Nyl. ex Stizenb., 1862